# Placidochromis ordinarius
Placidochromis ordinarius är en fiskart som beskrevs av Mark Hanssens 2004. Placidochromis ordinarius ingår i släktet Placidochromis och familjen Cichlidae. Inga underarter finns listade i Catalogue of Life.